# Need to Control
Need to Control è il secondo disco del gruppo grindcore di New York City Brutal Truth. Venne pubblicato per la Earache Records il 25 ottobre del 1994.

## Tracce
1. Collapse – 5:03
2. Black Door Mine – 1:42
3. Turn Face – 1:29
4. Godplayer – 4:07
5. I See Red – 2:50
6. Ironlung – 4:22
7. Bite the Hand – 2:06
8. Ordinary Madness – 5:05
9. Media Blitz – 0:56
10. Judgement – 2:34
11. Brain Trust – 2:43
12. Choice of a New Generation – 1:59
13. Mainliner – 2:19
14. Displacement – 4:15
15. Crawlspace – 1:35

## Formazione
- Rich Hoak - batteria
- Dan Lilker - basso
- Brent McCarty - chitarra
- Kevin Sharp - voce